# Ferran Terra i Navarro
Ferran Terra i Navarro (Mataró, 10 de març de 1987) és un esquiador alpí català, membre del Club d'Esquí Puigcerdà. Ha disputat dues edicions dels Jocs Olímpics d'Hivern (2010 i 2014) i quatre Mundials.